# خانه حکیم‌ملاصدرا
خانه حکیم‌ ملاصدرای شیرازی، بنایی تاریخی است که در شهرستان کهک، شهرکهک واقع شده و این اثر در تاریخ ۵ دی ۱۳۷۵ با شمارهٔ ثبت ۱۸۲۱ به‌عنوان یکی از آثار ملی ایران به ثبت رسیده است.